# HDBaseT
HDBaseT是由HDBaseT联盟推广和推进的消費電子產品和商业连接标准，它可通过通用电缆（Cat5e或更高）传输未压缩高清视频（HD）、音频、电能、家庭网络、以太网、USB和一些控制信号，其使用与以太网相同的8P8C模块化连接器。